# Bernard Gérard (homme politique)
 (juin 2022).
Si vous disposez d'ouvrages ou d'articles de référence ou si vous connaissez des sites web de qualité traitant du thème abordé ici, merci de compléter l'article en donnant les références utiles à sa vérifiabilité et en les liant à la section « Notes et références ».
Pour les articles homonymes, voir Bernard Gérard.
Bernard Gérard, né le 29 août 1953 à Valenciennes (Nord), est un homme politique français, membre du parti Les Républicains. Il est maire de Marcq-en-Baroeul depuis 2001, et député du Nord de 2007 à 2017.

## Biographie

### Origines, études et débuts en politique
Après des études de droit, il exerce comme avocat. Marié, il est père de trois enfants.
En 1983, Bernard Gérard débute en politique en tant que conseiller municipal de Marcq-en-Barœul. Il devient adjoint au Personnel et à la Famille en 1988, puis est réélu en 1989 comme adjoint au Personnel et au Cadre de vie. En 1995, il est nommé premier adjoint chargé des Finances et de l'Urbanisme.
Depuis 2001, il est maire de Marcq-en-Barœul et vice-président de la MEL chargé de la Métropole Citoyenne.

## Fonctions politiques

### Fonctions locales
Bernard Gérard est élu maire de Marcq-en-Barœul le 10 novembre 2001. Il est réélu en mars 2008 (62,8 %) puis en mars 2014 (69,4 %).
Conseiller métropolitain depuis 1995, entre 2003 et 2008, il occupe le siège de vice-président à l’Assainissement. De mai 2010 à janvier 2015, il dirige le Métropole Communes Unies (MCU), groupe d’opposition à l’exécutif de Lille Métropole Communauté Urbaine présidé, à l'époque, par Martine Aubry.
En mars 2020, la liste menée par Bernard Gérard arrive en tête au 1er tour des élections municipales avec 73,26% des voix.
En juillet 2020, Bernard Gérard choisit de soutenir Damien Castelain à la présidence de la Métropole Européenne de Lille, et est élu 3ème vice-président de la Métropole, chargé de la voirie. Il préside par ailleurs le groupe Métropole Innovante qui compte 18 élus.
En octobre 2023, il est élu président de l'Association des maires du Nord (AMF 59), en remplacement de Joffrey Zbierski, maire de Provin.

### Fonctions parlementaires
Le 10 juin 2007, Bernard Gérard est élu député de la 9e circonscription du Nord succédant à Patrick Delnatte dont il était le suppléant de 1997 à 2007. Il est réélu le 17 juin 2012 avec 61,1 % des voix.
En 2016, il soutient Nicolas Sarkozy durant la campagne de la primaire française de la droite et du centre de 2016.
Il perd les élections législatives le 18 juin 2017, battu par Valérie Petit dans la 9e circonscription du Nord.
Il quitte ses fonctions de Secrétaire départemental des Républicains en décembre 2018.

## Mandats politiques
- 1983 - 2001 : membre du Conseil municipal de Marcq-en-Barœul
- 1988 - 1989 : Adjoint au personnel et à la famille
- 1989 - 1995 : Adjoint au personnel et au cadre de vie
- 1995 - 2001 : Premier adjoint chargé des finances et de l'urbanisme
- 1997 - 2007 : Député suppléant de Patrick Delnatte
- 2001 : Maire de Marcq-en-Barœul (réélu en mars 2008, mars 2014, puis 2020)
- 2007 : Député de la 9e circonscription Nord (réélu en juin 2012)

## Décorations
- Chevalier de la Légion d'honneur, 14 juillet 2019[4].